# Minho (provins)

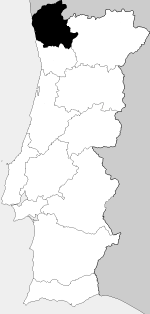
Provinsen Minho.

Minho var en provins i nordvästra Portugal mellan 1936 och 1976.
Det gamla Minho gränsade i väst till Atlanten, i norr till Spanien, i öst till Trás-os-Montes e Alto Douro och i söder till Douro Litoral. Provinsen motsvarade ungefär dagens Distrito de Viana do Castelo samt Distrito de Braga.

## Historik
Den historiska provinsen Minho i Portugal, ligger i den nordvästligaste delen av landet, gränsar i norr till Galicien (Spanien), i öster till provinsen Traz os Montes, i söder till provinsen Beira och i väster till Atlanten. Provinsen ligger mellan floderna Duero och Miño. Den korsas av kustfloderna Limia, Cávado och Ave samt Douros biflod Tamega. Terrängen är bergig och av naturen ej synnerligen bördig. Den producerar i synnerhet majs, råg och grönsaker, vin och kastanjer samt boskapsuppfödning. Provinsen delas i distrikten Porto, Braga och Viana do Castelo. Dess huvudstad var Braga.
Provinsen Miño upprättades formellt genom en administrativ reform 1936. Provinserna hade dock aldrig några praktiska befogenheter och försvann från den administrativa scenen i och med författningsöversynen 1959, dock inte från portugisernas minne. Konstitutionen 1976 återställde dem inte.
Den tidigare administrativa provinsen Miño hade 23 kommuner, sedan kommunen Vizela skapades 1997, genom avskiljande från Guimarães, efter att de administrativa provinserna togs bort.
Dess territorium är beläget i den statistiska regionen Região do Norte, fördelat över de statistiska subregionerna Alto Miño och Cávado , och delvis av de statistiska underregionerna av Ave och Támega.

## Viktigaste städer
- Braga
- Guimarães
- Viana do Castelo
- Barcelos

## Bildgalleri

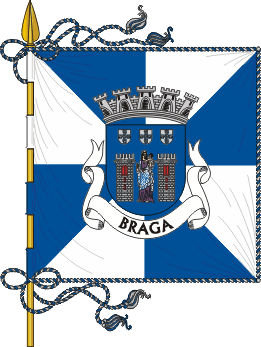
Bragas flagga
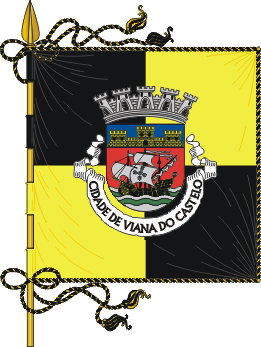
Viana do Castelos flagga
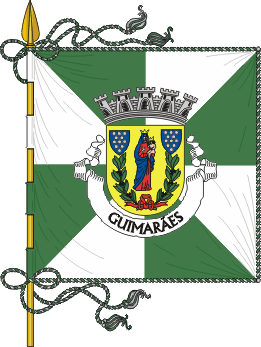
Guimarães flagga
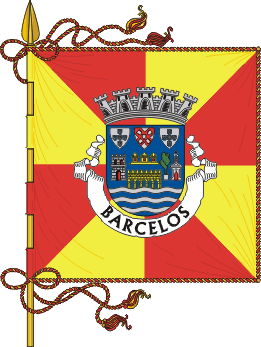
Barcelos flagga